# Larrimah
Larrimah ist eine Siedlung im Northern Territory, Australien.
Der Ort liegt an der Nordaustralischen Eisenbahn, circa 431 Kilometer südöstlich von Darwin.

## Geschichte
Larrimah lag im australischen Bundesstaat South Australia, zu dem seinerzeit der Bereich des späteren Northern Territory gehörte.
1883 wurde mit dem Bau der (später sogenannten) North Australian Railway, ausgehend von Palmerston (heute: Darwin) im Norden begonnen.
Die Eisenbahnstrecke wurde als Schmalspurbahn in Kapspur erbaut.
1929 wurde der Weiterbau infolge der Weltwirtschaftskrise und fehlender finanzieller Mittel eingestellt.
Die Strecke endete zwischen Mataranka und Daly Waters in Birdum.
Die unglückliche Lage von Birdum führte zur Verlegung der Siedlung.
Circa acht Kilometer nördlich von Birdum entstand die neue Siedlung Larrimah.
Larrimah liegt sowohl am Stuart Highway A1 als auch an der Telegraphenleitung.
An dieser günstiger gelegenen Stelle entstand zunächst eine militärische Ladestraße.
Larrimah bedeutet in der mittlerweile ausgestorbenen Sprache des Ureinwohnervolkes der Yangman Treffpunkt.
In der Folge verlagerten sich die Funktionen als lokales Geschäftszentrum und Warenumschlagplatz sukzessive von Birdum nach Larrimah.
Auch die betriebstechnischen Einrichtungen der Eisenbahn und die Wohnquartiere wurden nach Larrimah verlegt.
Larrimah wurde (nicht offiziell) aber faktisch zum neuen Endpunkt der Nordaustralischen Eisenbahn.
1952 endete die Umsiedlung von Birdum nach Larrrimah.
1956 endete der Eisenbahnbetrieb zwischen Birdum und Larrimah. Der Streckenabschnitt zwischen Birdum und Larrimah wurde bis zur Einstellung des Betriebes auf der Gesamtstrecke 1976 offiziell nicht stillgelegt.
2003 wurde die Zentralaustralische Eisenbahn fertiggestellt.
Diese Strecke verbindet Alice Springs mit Darwin und verläuft circa 45 Kilometer westlich von Larrimah.
Gegründet wurde Larrimah im Jahre 1941 als village.
Seit 1950 gilt Larrimah als town.
Seit 2007 als locality.
2016 hatte Larrimah nur noch 47 Einwohner.
2023 nur noch 10 Einwohner.
Larrimah liegt 187 Meter über dem Meeresspiegel.

## Infrastruktur
- Caravan Park
- Ehemaliger Bahnhof
- Larrimah Hotel
- Larrimah Museum
- Vermelha Station und Flugplatz

## Bildergalerie

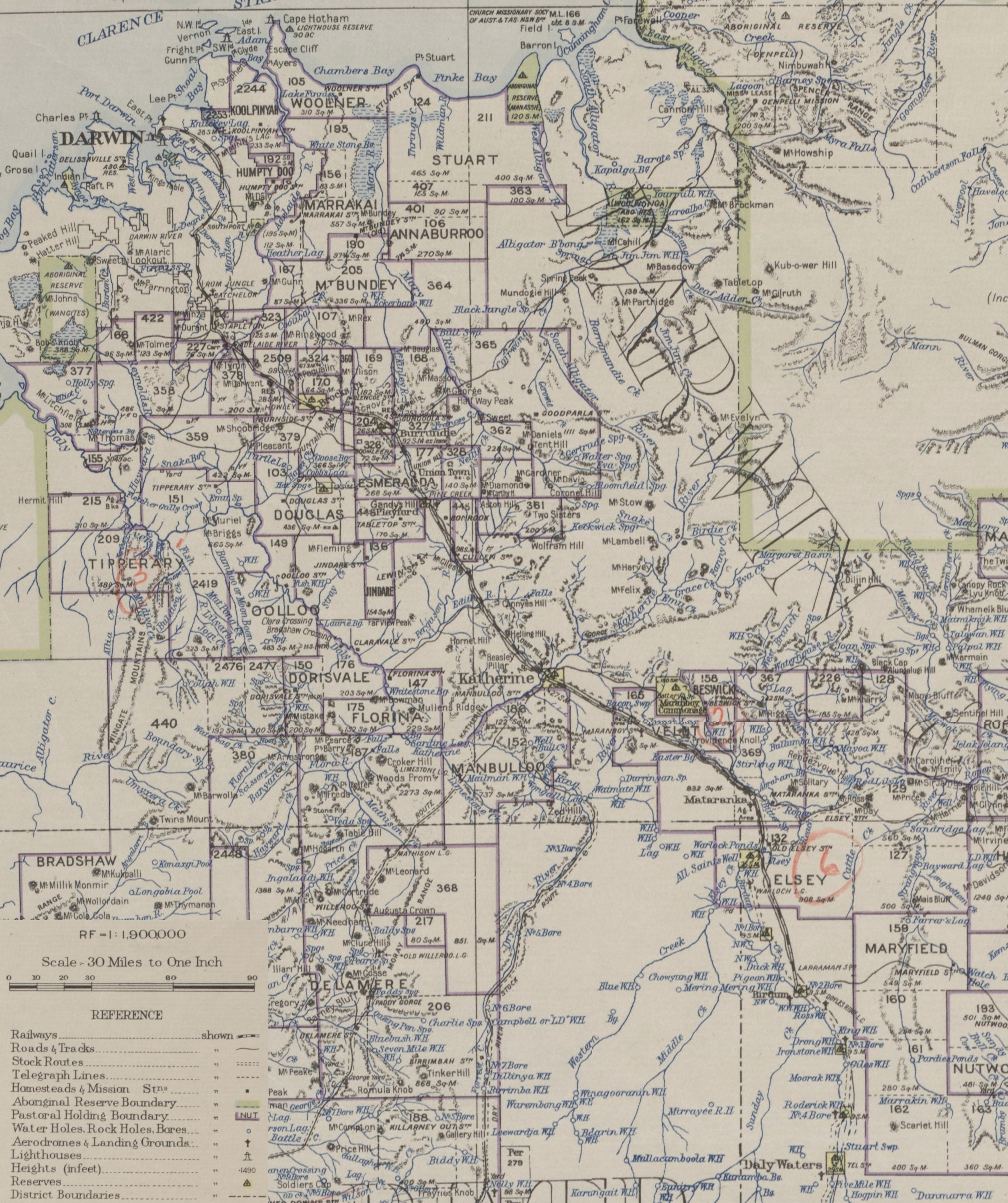
Nordaustralische Eisenbahn, Übersichtskarte von 1936
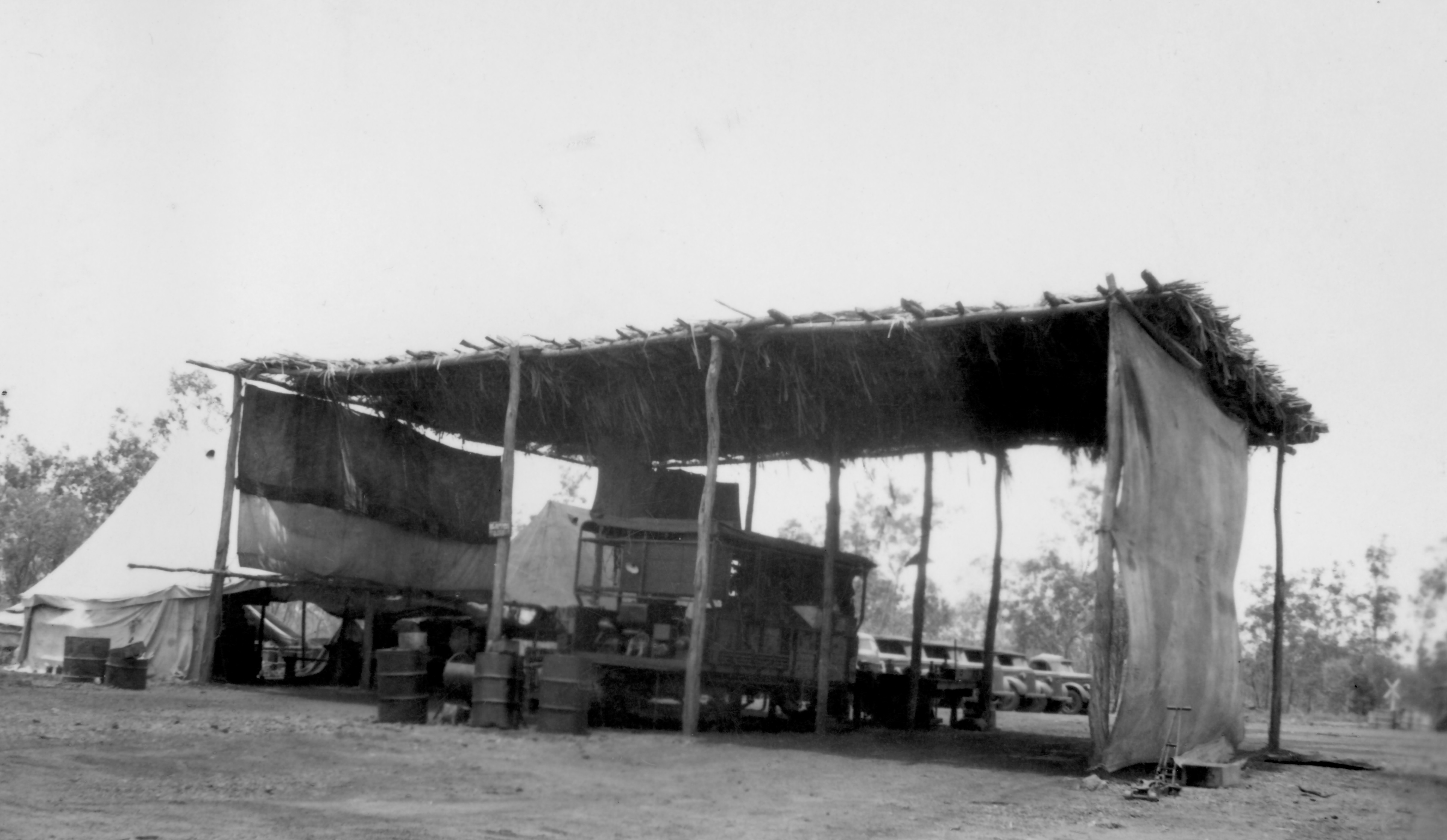
Werkstatt (1940er-Jahre)
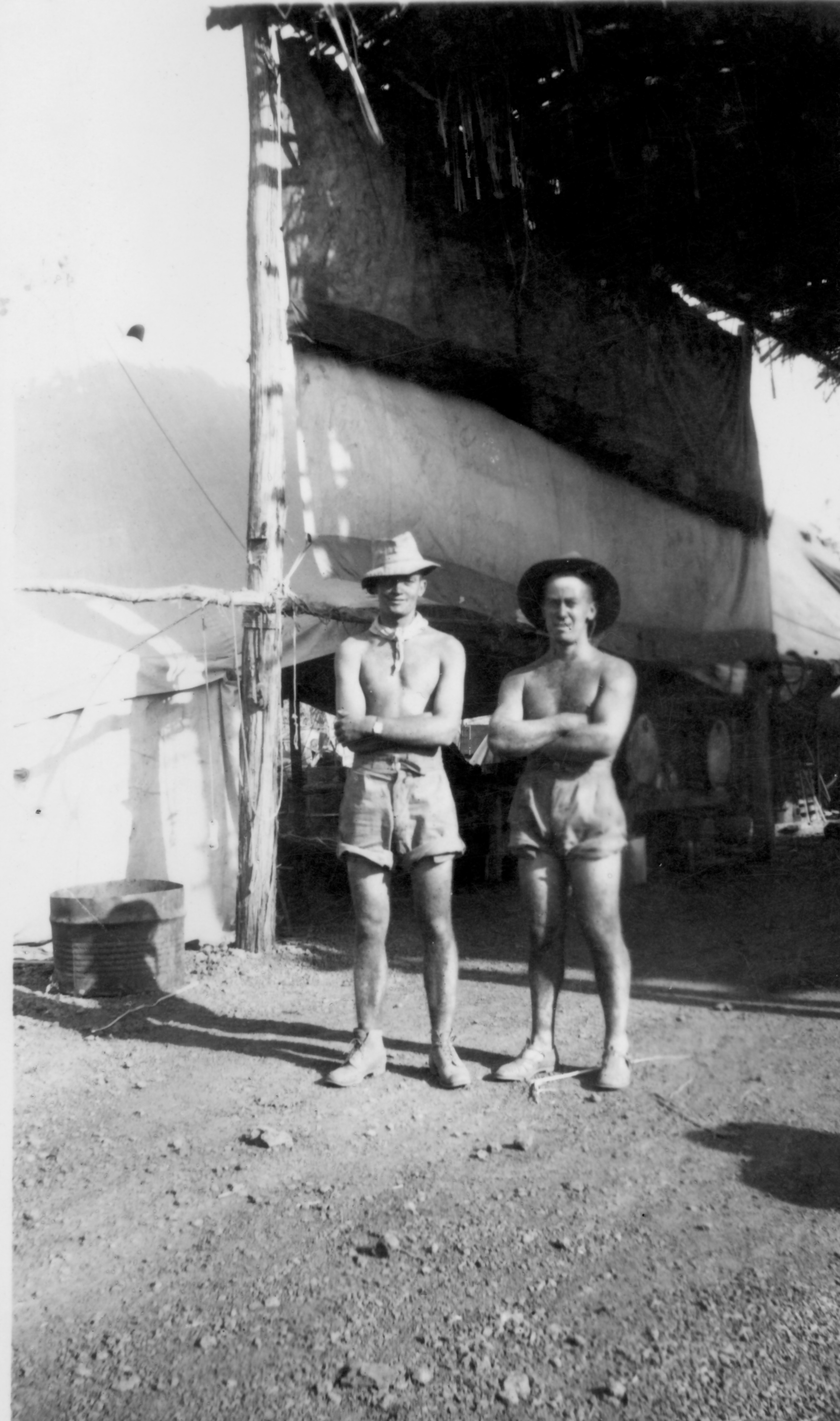
Army servicemen (1940er-Jahre)